# John Day (Oregon)
John Day is een plaats (city) in de Amerikaanse staat Oregon, en valt bestuurlijk gezien onder Grant County.
Eind 19e eeuw, toen de periode van de goudkoorts begon, trokken vele Chinese migranten naar dit gebied. Ze woonden vrijwel allemaal in de Chinese buurt van John Day. De migranten leefden in de staat Oregon als tweederangsburgers, ze hadden nauwelijks rechten en kwamen dagelijks in aanraking met racisme. De Chinese gemeenschap bestond uit ongeveer duizend zielen. Een deel van hen was bekeerd tot het protestantisme. In de jaren veertig van de 20e eeuw waren de meeste Chinezen al vertrokken naar andere streken.
Het Kam Wah Chung & Co. Museum herinnert vandaag de dag nog aan de toen zo bloeiende gemeenschap.

## Demografie
Bij de volkstelling in 2000 werd het aantal inwoners vastgesteld op 1821. In 2006 is het aantal inwoners door het United States Census Bureau geschat op 1582, een daling van 239 (-13,1%).

## Geografie
Volgens het United States Census Bureau beslaat de plaats een oppervlakte van 4,9 km², geheel bestaande uit land. John Day ligt op ongeveer 941 m boven zeeniveau.

## Plaatsen in de nabije omgeving
De onderstaande figuur toont nabijgelegen plaatsen in een straal van 36 km rond John Day.